# Ocauçu
Ocauçu é um município brasileiro localizado no interior do estado de São Paulo, localizado na Região Centro-Oeste Paulista, à sul  da Região  Intermediária e Imediata de Marília.  O município é formado pela sede e pelo distrito de Nova Colômbia.

## História
Origem
À medida que estradas de ferro se dirigiam para oeste, associadas ao desenvolvimento da cultura de café, núcleos de população foram surgindo. A partir de 1870, alguns habitantes de Minas Gerais emigraram para São Paulo. Eram criadores procurando regiões campestres afastadas das terras já cultivadas e instalaram-se nos campos situados entre os rios Paranapanema(ainda mal conhecido) e do Peixe (totalmente desconhecido).
Vieram grandes fazendeiros de café, que conseguiram os títulos das terras. As crises econômicas e as quedas súbitas do preço do café possibilitaram a contratação de imigrantes italianos a partir de 1888, entre os quais Celeste Casagrande, contratado por Eugênio Teixeira Leite, fazendeiro em Minas Gerais e em São Paulo, na região de Miranda, então município de São José dos Campos Novos do Paranapanema. Por volta de 1899, Casagrande adquiriu uma gleba e formou a então Fazenda Bela Vista, que se tornou sede do povoado de Santo Antônio da Bela Vista.
Fundação do Povoado
Como as pequenas propriedades dependiam do comércio de Campos Novos, distante 27 km, e como o único meio de transporte era o animal, resolveram instalar no cimo do planalto - por possuir uma picada que ligava Cafelândia a Platina - máquinas de beneficiar café, arroz, serraria, engenhos, etc. Em 1925, Carlos Ferrari fez o loteamento do planalto e cedeu uma praça para construção de uma igreja dedicada ao Padroeiro local - Santo Antônio. O patrimônio denominou-se Santo Antônio da Bela Vista.
Em 1928, Celeste Casagrande fez um loteamento de terras, onde cedeu um parte para a construção de uma igreja dedicada ao santo padroeiro do local, que foi dedicada a Santo Antônio (devido a um dos primeiros nomes do local: Santo Antônio da Bela Vista).
O "pioneirismo"
A fundação de Ocauçú deve-se ao movimento empreendido pelos paulistas no sentido de colonizar a vasta região, que partindo do eixo Botucatu - Bauru, demandava a Mato Grosso, no início deste século, o qual teve início no Brasil, com a plena vigência da Primeira República que perduraria até 1930, com a realização de eleições diretas para a Presidência da República, com os Presidentes sendo empossados, fato esse quase incrível, em um país de dimensões continentais e, na época sem comunicações sociais como ocorre hoje, além de ter saído de uma Monarquia secular, onde o último dos Imperadores – Dom Pedro II era queridíssimo, muito popular. Com o avanço das Estradas de Ferro: Sorocabana, Paulista e Noroeste, para o Estado do Mato Grosso, houve intensa movimentação de colonizadores, que procuravam fixar-se na zona oeste de São Paulo. A chegada da Companhia Paulista a Marília, com Bento de  Abreu Sampaio Vidal e Navarro de Andrade, fez com que esta região tomasse um impulso sem precedentes. Núcleos foram surgindo a cada passo, não só no traçado da Companhia Paulista, mas também em toda a região que circundava a então “Capital do Sertão”. Um destes núcleos que surgiram, foi o de “CASA GRANDE”, depois OCAUÇU, pouso obrigatório dos viajantes que demandavam além do Rio do Peixe. Apesar de não ser servido pelas Estradas de Ferro, este núcleo desenvolveu se rapidamente. Coisa rara, aliás. Porque as estradas de ferro fora fatores preponderantes para o surgimento e expansão de muitas cidades interioranas, concorrendo para o engrandecimento do interior, com as estradas férreas rasgando os sertões inóspitos, enfrentando-se índios ferozes e inconformados com a presença imperialista do branco, travando-se combates às margens dos trilhos que surgiam. Necessário se faz que a juventude de hoje, saiba que nem sempre foi assim, este núcleo tornou-se uma cidadezinha limpa, com energia elétrica, rede de esgotos sanitários, asfalto, clube social, cinema, grupo e ginásio estadual. Não há muito tempo atrás, era mata bruta,  incertezas, pestes, sofrimentos, dores principalmente quando do  contato  do 'branco" com os povos nativos, luz a querosene, violão plangendo nas noites quentes e   veículos antiquados
Criação do Distrito
Em 21 de agosto de 1934, foi elevado a Distrito Policial do então município de Campos Novos, com o nome de Casa Grande.
Em 30 de novembro de 1938, foi transferido para Bela Vista (atual município de Echaporã) e, em 30 de novembro de 1944, foi transferido para o município de Marília, com seu nome mudado para Ocauçu (termo tupi que significa "casa grande", através da contração de oka ("casa") e gûaçu ("grande")). E, finalmente, em 18 de fevereiro de 1959, tornou-se município autônomo, sendo a sua instalação dada a 13 de janeiro de 1960.
Distrito criado com a denominação de Casa Grande, por Decreto no 6617, de 21 de agosto de 1934, no Município de Campos Novos.
Decreto-lei Estadual no 9775, de 30 de novembro de 1938, transfere o Distrito de Casa Grande do Município de Campos Novos para o de Echaporã (Ex-Bela Vista).
De Distrito para Município
Antigo Distrito de Casa Grande, do Município de Echaporã, e que pelo Decreto-lei Estadual nº 14334, de 30 de novembro de 1944, passou a denominar-se Ocauçu e foi transferido do Município de Echaporã para o Município de Marília, onde figura em 1945-1948, assim como nos quadros fixados pelas Leis nos 233, de 24-XII-1948, para 1949-1953 e 2456, de 30-XII-1953, para 1954-1958.
Elevado à categoria de município com a denominação de Ocauçu, por Lei Estadual nº 5285, de 18 de fevereiro de 1959, desmembrado de Marília, com Sede no Distrito de Ocauçu. Constituído do Distrito Sede. Sua instalação verificou-se no dia 13 de janeiro de 1960.

## Geografia
O município de Ocauçu situa-se na região Centro-Oeste Paulista (425 km da capital São Paulo), estando na microrregião e na mesorregião de Marília,ao longo de espigão onde há duas microbacias hidrográficas:
Peixe (este possuíndo uma Área de Preservação Permanente, na divisa municipal com os municípios de Vera Cruz e Marília) e
Médio Paranapanema (tendo a nascente do Rio Novo, como um dos principais afluentes).
Altitude:551 metros.
População estimada (2010): 4.167 mil habitantes.
Área:301,300 km².
Bioma: Cerrado e Mata Atlântica.
Localização: Serra do Mirante ou Serra dos Agudos.
O seu clima é subtropical sendo uma das cidades mais frias da Região de Marília. O mês mais frio é Junho onde as temperaturas podem chegar até 13° graus Celsius negativos, e o mês mais quente é Janeiro chegando até uns 36° graus Celsius.
O município possui um distrito: Nova Colômbia.

### Clima
| MESES     | MÍNIMA MÉDIA | MÁXIMA MÉDIA | MÉDIA | mm     |
| --------- | ------------ | ------------ | ----- | ------ |
| Janeiro   | 19.0         | 30.4         | 24.7  | 237.7  |
| Fevereiro | 19.2         | 30.5         | 24.8  | 167.7  |
| Março     | 18.4         | 30.1         | 24.3  | 142.3  |
| Abril     | 15.8         | 28.5         | 22.2  | 87.9   |
| Maio      | 13.1         | 26.5         | 19.8  | 87.1   |
| Junho     | 11.7         | 25.4         | 18.5  | 59.0   |
| Julho     | 11.1         | 25.7         | 18.4  | 37.0   |
| Agosto    | 12.5         | 27.9         | 20.2  | 36.1   |
| Setembro  | 14.6         | 28.8         | 21.7  | 80.7   |
| Outubro   | 16.2         | 29.3         | 22.8  | 124.0  |
| Novembro  | 17.1         | 29.8         | 23.4  | 120.5  |
| Dezembro  | 18.3         | 29.7         | 24.0  | 211.8  |
|           |              |              |       |        |
| ANO       | 15.6         | 28.5         | 22.1  | 1391.8 |
| MÍNIMO    | 11.1         | 25.4         | 18.4  | 36.1   |
| MÁXIMO    | 19.2         | 30.5         | 24.8  | 237.7  |

Fonte: Clima dos Municípios: http://www.cpa.unicamp.br/outras-informacoes/clima_muni_383.html

### Hidrografia
- Água do Bode
- Água da Cobra
- Água da Forquilha
- Córrego Formoso (afluente do Rio do Peixe).
- Córrego Novo (afluente do Rio Paranapanema).
- Córrego do Palmital (afluente do Rio Paranapanema).
- Rio Casagrande
- Rio do Peixe- divisa com Marília, Vera Cruz e Garça.

O Rio do Peixe é um rio brasileiro do estado de São Paulo. Sua nascente é no município de Garça, na localização Latitude: 22º12'41" Sul e Longitude: 49º39'52" Oeste. Corre em direção ao Oeste do estado e desemboca no Rio Paraná entre os municípios de Presidente Epitácio e Panorama, na localização Latitude: 21º33'11" Sul e Longitude: 51º57'47" Oeste, em linha reta isso significa 248 quilômetros.
- Ribeirão do Alegre-  divisa com o município de Lupércio.

O Ribeirão do Alegre é um rio brasileiro do estado de São Paulo, pertence à bacia do rio Paraná.
O rio do Alegre nasce entre os municípios de Gália e Garça na localização geográfica, latitude 22º18'41" sul e longitude 49º37'45" oeste, praticamente a beira da rodovia estadual SP-331.
Percurso
Da nascente segue em direção sudoeste (230º) do estado de São Paulo, e depois segue sempre mais ou menos paralelo a rodovia SP-331 em direção ao oeste (270º) até a rodovia BR-153 onde deságua no rio do Peixe.
Banha os municípios
Passa pelos municípios de: Gália, Garça,Lupércio,Ocauçu e Vera Cruz
Final
Nas proximidades da rodovia federal BR-153, se torna afluente do rio do Peixe na localização geográfica, latitude 22º20'19" sul e longitude 49º53'54" oeste, o rio do Peixe por sua vez é afluente do rio Paraná nas proximidades de Presidente Epitácio.
Extensão
Percorre neste trajeto uma distância de mais ou menos 32 quilômetros.
- Rio Novo- Sua nascente é na divisa municipal com Lupércio. E é o divisor com o município de Campos Novos Paulista, desaguando assim no Rio Paranapanema.

### Rodovias
- Vicinal João Doreto  Campanari, liga o Distrito de Nova Colômbia com  a BR-153.
- SP-331 - Ligação do  município com a BR-153 e divisa municipal com Lupércio.
- SP-387- Ligação do município com a BR-153.
- BR-153/SP - Rodovia Transbrasiliana, considerada a quarta maior rodovia federal sai de Marabá (PA) e vai até o município de Aceguá (RS), na divisa com o Uruguaí. Sendo assim,  a Rodovia Transbrasiliana de Norte a Sul, corta os estados: Pará, Tocantins, Goiás, Minas Gerais, São Paulo, Paraná, Santa Catarina e Rio Grande do Sul.

## Demografia

### Dados demográficos
Dados do Censo - 2000
População total: 4.164
- Urbana: 2.914
- Rural: 1.250
- Homens: 2.172
- Mulheres: 1.992

Dados do Censo - 2012
População total: 5.200
Densidade demográfica (hab./km²): 13,88
Taxa de urbanização (em %): 79,85
Índice de envelhecimento (em %): 60,38
População com menos de 15 anos (em %): 22,89
População com mais de 60 anos (em %): 13,82
Mortalidade infantil até 1 ano (por mil): 14,16
Expectativa de vida (anos): 72,16
Taxa de fecundidade (filhos por mulher): 2,74
Taxa de alfabetização: 86,28%
Índice de Desenvolvimento Humano (IDH-M): 0,765
- IDH-M Renda: 0,686
- IDH-M Longevidade: 0,786
- IDH-M Educação: 0,824

(Fonte: IPEADATA)
A taxa de mortalidade infantil média na cidade é de 14.08 para 1.000 nascidos vivos. As internações devido a diarreias são de 1.2 para cada 1.000 habitantes. Comparado com todos os municípios do estado, fica nas posições 191 de 645 e 132 de 645, respectivamente. Quando comparado a cidades do Brasil todo, essas posições são de 2113 de 5570 e 2173 de 5570, respectivamente.
Em 2018, o salário médio mensal era de 2.1 salários mínimos. A proporção de pessoas ocupadas em relação à população total era de 15.7%. Na comparação com os outros municípios do estado, ocupava as posições 402 de 645 e 454 de 645, respectivamente. Já na comparação com cidades do país todo, ficava na posição 1693 de 5570 e 2025 de 5570, respectivamente. Considerando domicílios com rendimentos mensais de até meio salário mínimo por pessoa, tinha 29.4% da população nessas condições, o que o colocava na posição 456 de 645 dentre as cidades do estado e na posição 4801 de 5570 dentre as cidades do Brasil.<https://cidades.ibge.gov.br/brasil/sp/ocaucu/panorama></Trabalho>
- Pessoal ocupado [2018]: 674

## Política e administração
- Prefeito: Alesandra Colombo Marana(2012/2016)
- Vice-prefeito: Claudio Colombo
- Presidente da câmara: Francisco Ferreira do Nascimento(2011/2012)

Prefeitos
| MÁRIO COLOMBO             |  |                         |
| MÁRIO COLOMBO             |  | 1963 a 1963             |
| ELIDIO BRÁULIO DE MENEZES |  | 1964 a 1968             |
| FRANCISCO STELVIO VITELLI |  | 1969 a 1972             |
| ELIDIO BRÁULIO DE MENEZES |  | 1973 a 1976             |
| TURIBIO MARZOLA           |  | 1977 a 1982             |
| WALDOMIRO COLOMBO         |  | 1983 a 1988             |
| TURIBIO MARZOLA           |  | 1989 a 1992             |
| WALDOMIRO COLOMBO         |  | 01/01/1993 a 31/12/1996 |
| DORIVAL MARZOLA           |  | 01/01/1997 a 31/12/2000 |
| ÉZIO ANTÔNIO MARZOLA      |  | 01/01/2001 a 31/12/2004 |
| DORIVAL MARZOLA           |  | 01/01/2005 a 31/12/2008 |
| DORIVAL MARZOLA           |  | 01/01/2009 a 31/12/2012 |
| ALESSANDRA COLOMBO MARANA |  | 01/01/2013 a 31/12/2016 |
| ALESSANDRA COLOMBO MARANA |  | 01/01/2017 a 31/12/2020 |
| DITO COSTA E SILVA        |  | 01/01/2021 a 31/12/2024 |

### Subdivisões
| Areia Branca       | Distrito de Nova Colômbia                     | Núcleo habitacional Gilda Soares de Oliveira | São Benedito |
| ------------------ | --------------------------------------------- | -------------------------------------------- | ------------ |
| Centro             | Lima e Silva                                  | Pedro Casagrande                             | 50 Alqueires |
| Domingos Menegucci | Mirante                                       | Residencial jacomini                         |              |
| Formosa            | Núcleo Habitacional Elídio Bráulio de Menezes | Saltinho                                     |              |

## Economia
O município tem economia estabelecida nas atividades rurais, especialmente no café. Recentemente diversificou suas atividades, com a produção de farinha de mandioca, granjas, agricultura de subsistência e também com a exploração e comercialização de melancia, tendo vínculo nessa atividade com a cidade de Uruana em Goiás. Tem na agropecuária a criação de bois. E detém uma produção alta de laranjas, cana-de-açúcar e cocos.
O município é o maior produtor de melancia[carece de fontes?] de todo o estado de São Paulo, seguido por Marília (graças ao distrito de Avencas) e Echaporã. O município também se destaca na produção de cana-de-açúcar um dos maiores produtores da Região de Marília, assim como a mandioca e a farinha de mandioca, coco e laranjas.

## Infraestrutura

### Comunicações
O sistema de telefones automáticos foi inaugurado na cidade em 1985 pela Telecomunicações de São Paulo (TELESP), que também implantou o sistema de discagem direta à distância (DDD) em 1988 com o código de área (0144). Anteriormente a cidade era atendida pela Companhia de Telecomunicações do Estado de São Paulo (COTESP).
Na década de 90 o código DDD da cidade foi alterado para (014), para padronização do sistema telefônico com a telefonia celular que estava sendo implantada em todo o estado.

### Educação
- Taxa de  Escolarização de 6 a 14 anos [2017]: 97,7%[17]
- IDEB - Anos  iniciais do Ensino  Fundamental (Rede Pública) [2017]: 7,2
- IDEB - Anos Finais do  Ensino  Fundamental [2017]: 5,2
- Matrículas Ensino Fundamental [2018]: 520
- Matrículas Ensino Médio [2018]: 159
- Docentes Enino  Fundamental [2018]: 31
- Docentes Ensino Médio [2018]: 20
- Escolas Creche (EMEI) [2018]: 01
- Escola Ensino Fundamental Ciclo I(1º ao 5º Ano) [2018]: 01
- Escola Ensino Fundamental Ciclo II (6º ao 9º Ano) [2018]: 01
- Escola Ensino Médio [2018]: 01
- Ensino Superior: 0

### Saúde
O município possui 01 Centro de  Saúde e 02 Unidades Básicas de Saúde.
- Centros de Saúde: Posto de Saúde Augusto Destro.
- Unidades Básicas de Saúde: Rosa Biffi e  Bairro de Nova Colômbia

## Religião
O Cristianismo se faz presente na cidade da seguinte forma:

### Igreja Católica
- A igreja faz parte da Diocese de Ourinhos.[19]

### Igrejas Evangélicas
Entre as igrejas protestantes históricas, pentecostais e neopentecostais, encontram-se na cidade:
- Assembleia de Deus Ministério do Belém.[22][23]
- Congregação Cristã no Brasil.[24]